# Calanthe rubens
Calanthe rubens är en orkidéart som beskrevs av Henry Nicholas Ridley. Calanthe rubens ingår i släktet Calanthe och familjen orkidéer. Inga underarter finns listade i Catalogue of Life.

## Bilder

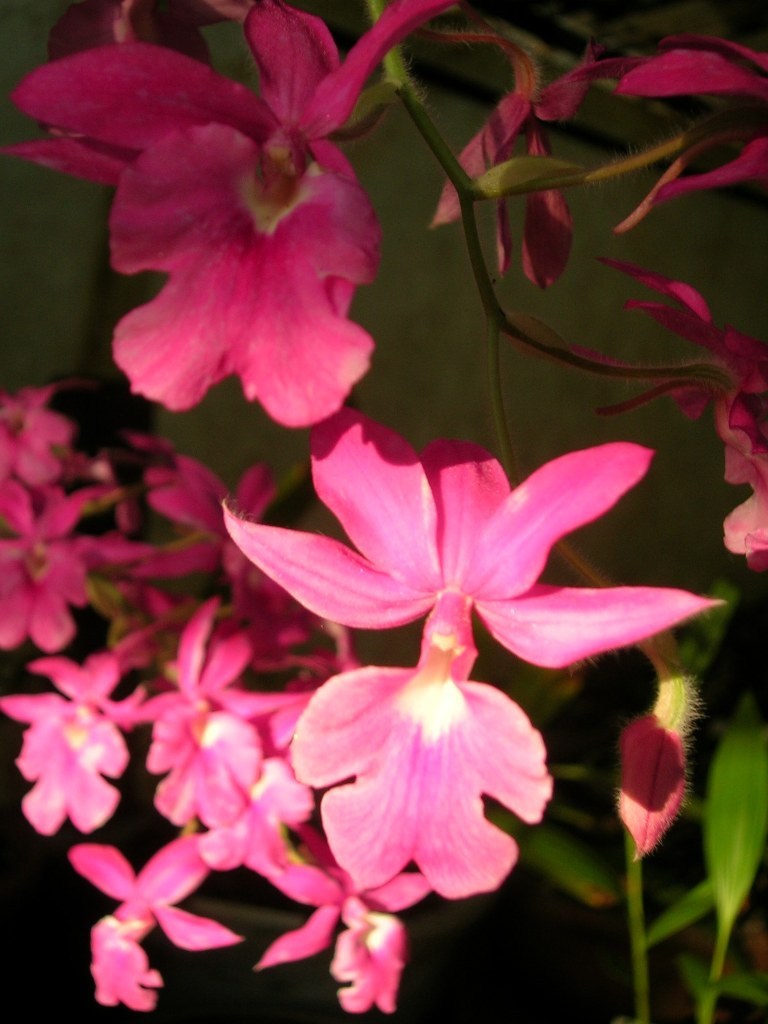
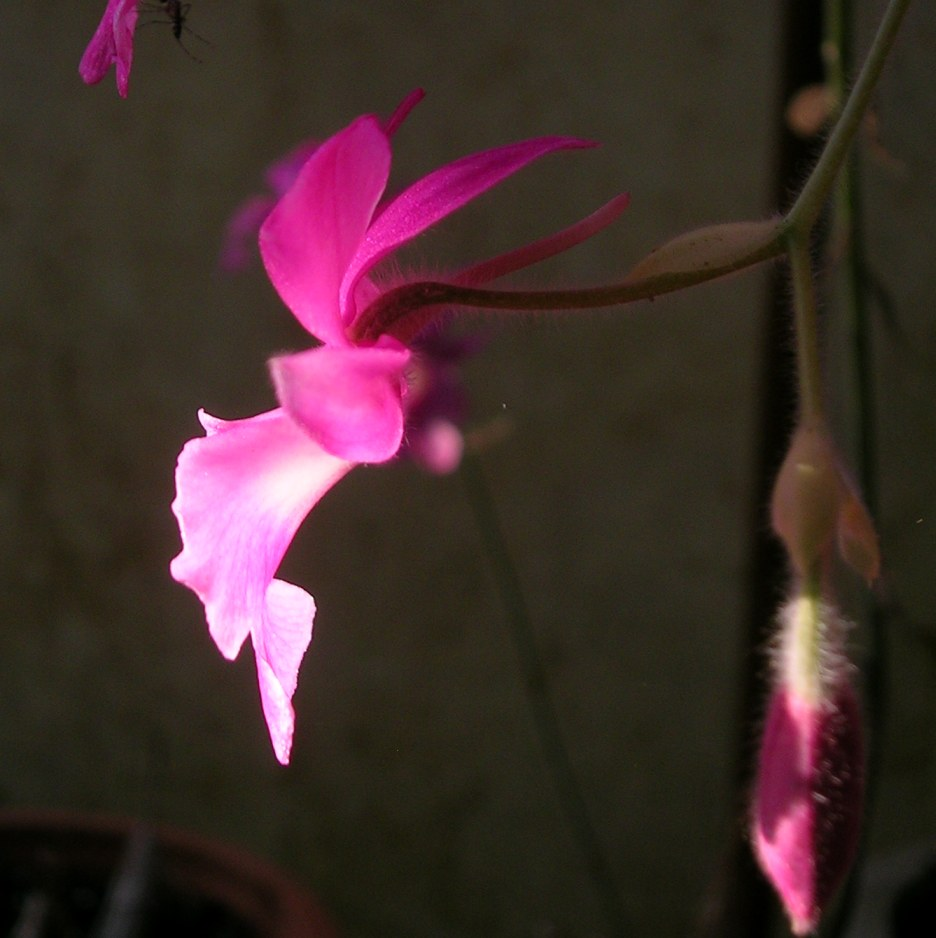
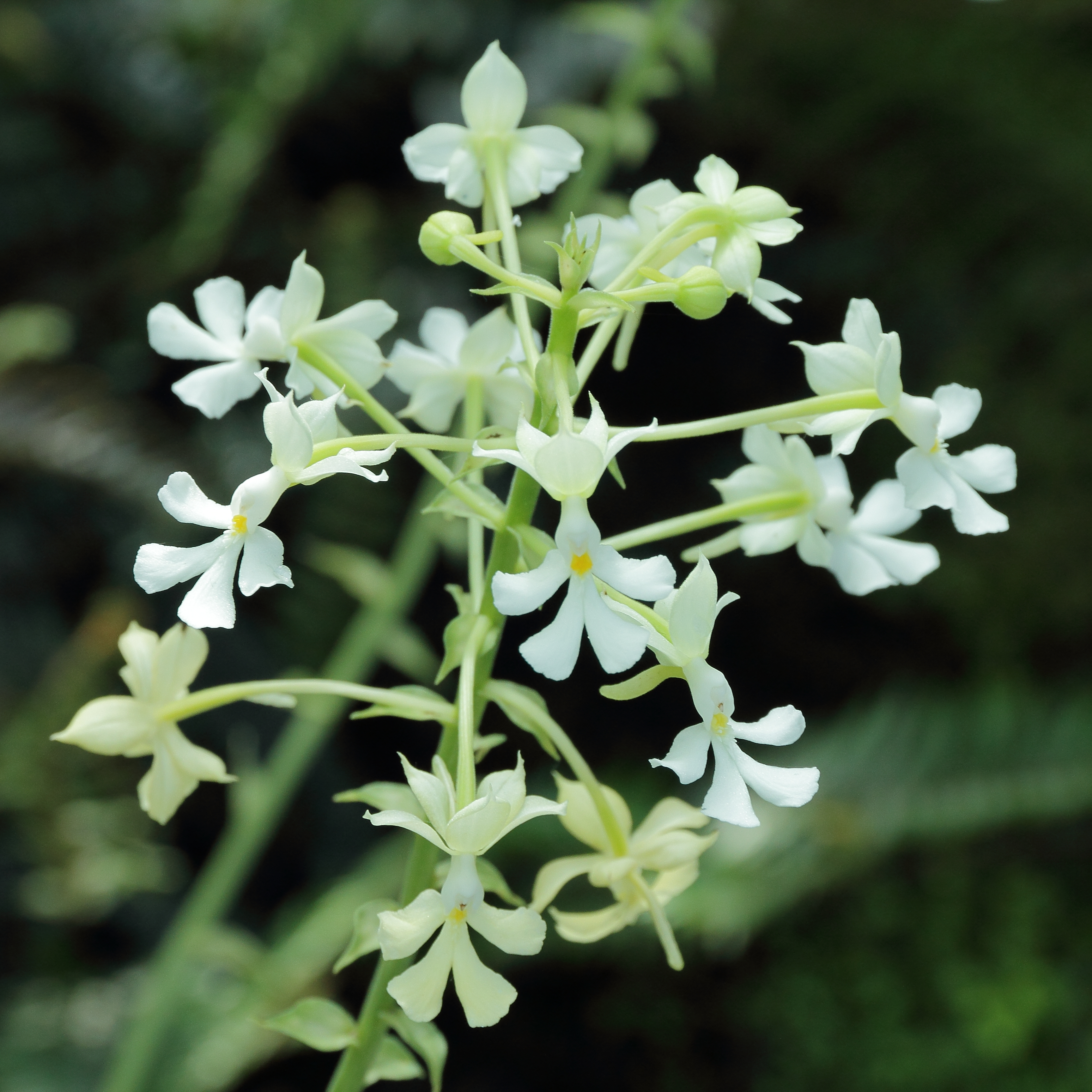